# Hans Sudendorf

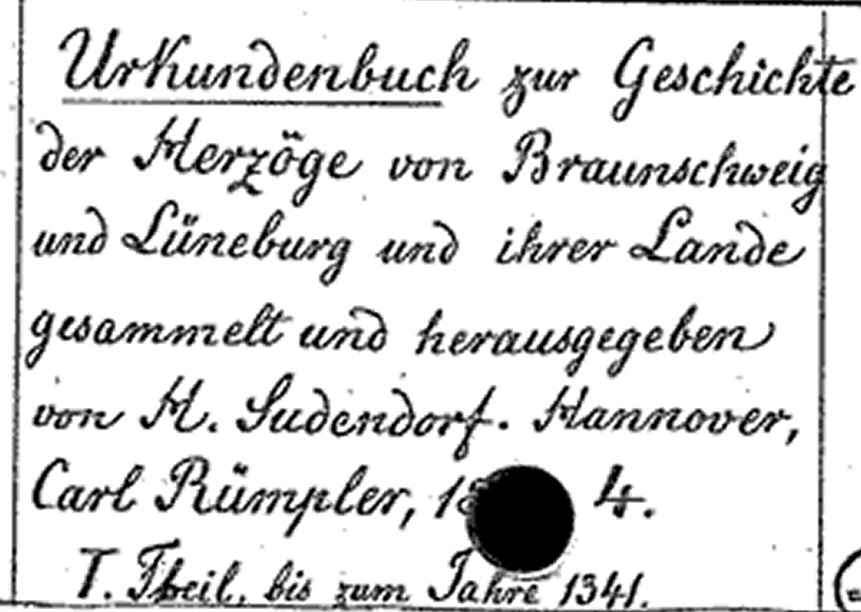
Zettelarchiv im Landesarchiv Darmstadt

Hans Friedrich Georg Julius Sudendorf (* März 1812 in Badbergen; † 25. Februar 1879 in Hannover) war ein Historiker und Staatsarchivar.

## Familie
Hans Sudendorf wurde in Badbergen als ältester Sohn des dortigen Pastors und späteren Kirchenrats Friedrich Ludwig Christian Sudendorf (1756–1837) geboren. Seine Mutter, war Judith Sophie Justine Johanne Elisabeth von Dincklage (1778–1844), Tochter  des Generalmajors Georg August von Dincklage (1730–1788) aus dem Hause Schulenburg. Sein Bruder Julius Sudendorf (1815–1893) war Amtsgerichtsrat und Historiker in Osnabrück.

## Leben
Nach Abschluss des Ratsgymnasiums Osnabrück 1830, begann Sudendorf ein Studium der Theologie Universitäten Göttingen und Halle. Er interessierte sich aber mehr für die Geschichte. Mehrere glückliche Urkundenfunde ließen ihn, zunächst allerdings in autodidaktischer Weise, mit einigen kleineren Büchern zur Osnabrücker Geschichte an die Öffentlichkeit treten. Schließlich entschied er sich für den Beruf des Historikers und bewarb sich beim  königlichen Archiv in Hannover. „Nach dem ersten misslungenen Versuche wurde er als cand. theol. durch Ministerialreskript vom 13. Dezember 1842 unter Bewilligung einer Remuneration von jährlich 200 Thalern einstweilen und bis auf weitere Verfügung zu den Geschäften des königlichen Archivs zugelassen.“ Gleichzeitig war er bei der königlichen Bibliothek angestellt. Am 1. Oktober 1848 bekam er eine etatmäßige Stelle als Registrator mit dem Titel Archivsekretär, 1851 wurde er wirklicher Archivsekretär, 1862 erhielt er den Charakter als Archivrat und 1875 wurde er schließlich zum Staatsarchivar ernannt. Vom 1. Januar 1875 bis zum 29. September 1877 war er Leiter des Stattsarchiv Hannover Seine Pensionierung erfolgte am 1. Oktober 1877. Sein Hauptwerk war die Herausgabe des Urkundenbuchs „Urkundenbuch zur Geschichte der Herzöge von Braunschweig und Lüneburg und ihrer Lande“ in 11 Bänden.

## Werke (Auswahl)
- Sudendorf, Hans Friedrich Georg Julius. Publikationen in der bibliografischen Datenbank der Regesta Imperii.
- Beiträge zur Geschichte des Landes Osnabrück bis zum Jahre 1400 (hrsg. von Julius Sudendorf). Osnabrück 1840. (Digitalisat)
- Commende der Ritter deutschen Ordens in Osnabrück. Hannover 1842.
- Geschichte der Herren von Dincklage. Ein Beitrag zur vaterländischen Geschichte (hrsg. von Julius Sudendorf) Osnabrück 1844. (Digitalisat)
- Die Welfen-Urkunden des Towers zu London und des Exchequer zu Westminster, Hannover 1844.
- Registrum oder merkwürdige Urkunden für die deutsche Geschichte, Jena/Berlin 1849/54
- Berengarius Turonensis oder eine Sammlung ihn betreffender Briefe (Autor: Hans Sudendorf, Hrsg. A. Sudendorf), Hamburg/Gotha 1850
- Urkundenbuch zur Geschichte der Herzöge von Braunschweig und Lüneburg und ihrer Lande, 11 Bände einschließlich eines Registerbandes, Hannover/Göttingen 1859/83; Nachdruck: ISBN 3-7777-0833-X